# Oney Bank
Pour les articles homonymes, voir Accord et BACC.
Oney Bank est une banque en ligne française fondée en 1983, filiale du groupe bancaire BPCE et du groupe ELO. Elle est spécialisée dans les solutions de paiement et les services financiers. 
Depuis le 1er juillet 2016, la marque Oney a remplacé le nom Banque Accord en France, devenant la marque unique pour le groupe.

## Historique
Naissance en 1983 pour gérer la monétique et le crédit en magasin pour Auchan France. Développement de l’activité en France avec Auchan puis d’autres partenaires. 
Extension de la gamme de produits : moyens de paiement, crédit, services, assurance, épargne. 
1993 : Banque Accord propose pour la première fois en France, le paiement à crédit directement à la caisse.[réf. nécessaire]
L'activité BtoB et l'innovation se renforcent et des filiales spécialisées sont créées : Assurances, Biométrie, Gestion de la fraude, Data Sharing, Mobilité… 
En 2016, Banque Accord SA change de nom pour Oney Bank SA. Cette année-là, le groupe connaît également un record de résultats. 
En février 2019, BPCE annonce l'acquisition d'une participation de 50,1 % dans Oney Bank, détenue par Auchan. Le 29 juillet 2019, la Commission européenne approuve la cession de 50,1 % d'Oney Bank SA au groupe BPCE.

## Optimisation fiscale
L'enquête des Malta Files a révélé que de 2014 à 2016, le groupe Auchan a mis au point un système d'optimisation fiscale au travers de ses filiales maltaises Oney Insurance (PCC) Limited (pour les activités d'assurance dommages), Oney Life (PCC) Limited (pour les activités d'assurance-vie). Ces filiales sont elles-mêmes contrôlées par une holding maltaise Oney Holdings Limited qui exerce des activités d'assurance et de réassurance. Ce montage financier a permis au groupe d'économiser 21 millions d'euros d'impôts. La pratique est légale : par un mécanisme d'optimisation fiscale, elle permet de faire transiter à Malte les revenus des activités d'assurance du groupe,.